# تقطیر ناگهانی چندمرحله‌ای
تقطیر ناگهانی چندمرحله‌ای (انگلیسی: Multi-stage flash distillation) یا MSF فرایندی برای نمک‌زدایی از آب دریا است که با تقطیر ناگهانی بخشی از آب در چند مرحله که اساسشان تبادل متقابل گرمایی است، انجام می‌شود. ۶۰ درصد از آب نمک‌زدایی‌شده در دنیا با استفاده از این‌گونه واحد‌های تقطیر تولید می‌شود.

## اصول
این کارخانه دارای فضاهایی است که هرکدام یک مرحله خوانده می‌شوند و محتوی یک مبدل گرمایی و جمع‌آوری‌کننده میعانات است. توالی این مراحل، دارای یک انتهای سرد و یک انتهای گرم است و در میان آن‌ها، مراحلی با دمای متوسط وجود دارد. این مراحل دارای فشارهای مختلفی هستند که به نقطه جوش آب در دمای آن مرحله وابسته است. پس از انتهای گرم، محفظه‌ای وجود دارد که گرم‌کننده آبِ شور خوانده می‌شود.
این واحد هنگامی به‌صورت پایدار وارد عمل می‌شود که آب تغذیه در ورودی سرد جریان یابد یا به مبدل‌های حرارتی در هر مرحله پمپ شده و گرم شود. هنگامی که این آب به گرم‌کننده آب شور می‌رسد، دمایش نزدیک بالاترین حد است و در گرم‌کننده، کمی دیگر نیز گرم می‌شود. پس از گرم‌کننده، آب از شیرها به مرحله‌ای که دما و فشار کمتری دارد، برگشت داده می‌شود. این آبی که به مراحل قبلی برگشت داده می‌شود، برای متمایز شدن از آب ورودی، آب‌نمک یا آب شور خوانده می‌شود. در هر مرحله، همچنان‌که آب شور وارد می‌شود، دمایش کمی بالاتر از نقطه جوش در فشار آن مرحله است. به همین دلیل، بخشی از آن (به‌صورت «ناگهانی») بخار می‌شود. بنابراین دمایش را از دست می‌دهد تا به تعادل برسد. بخار حاصل‌شده کمی از آب تغذیه موجود در مبدل حرارتی گرم‌تر است. پس سرد می‌شود و در مجاورت مبدل‌های حرارتی، به مایع تغییر فاز داده و همان‌طور که پیشتر گفته شد، آب ورودی را گرم می‌کند. 